# Terms of Service; Didn’t Read
Terms of Service; Didn’t Read („Allgemeine Geschäftsbedingungen; nicht gelesen“, abgekürzt ToS;DR) ist ein von Freiwilligen betriebenes Projekt, das die Allgemeinen Geschäftsbedingungen (AGB) und Datenschutzerklärungen von Dienstleistern und Webseiten zusammenfasst, analysiert und bewertet. Einzelne Aspekte der AGB und Datenschutzerklärungen werden in positiv, neutral und negativ eingeteilt. Dienstleister erhalten eine Bewertung auf einer Skala von A (beste) bis E, sobald freiwillige Kuratoren eine ausreichende Anzahl an Fällen bestätigt haben. Der Name des Projekts ist eine Abwandlung von Too Long; Didn’t Read.
Nach eigenen Angaben wurde das Projekt im Juni 2012 von Jura-Student Hugo Roy, Informatiker Michiel de Jong und Designer Jan-Christoph Borchardt gestartet. Roy führte ToS;DR bis 2015. Inspiration seien unter anderem die Creative-Commons-Zusammenfassungen von Lizenzen in einfachem Englisch, die EU-Energieverbrauchskennzeichnung und Aza Raskins Privacy Icons gewesen.
Das Projekt stellt Browser-Erweiterungen für Google Chrome, Microsoft Edge, Apple Safari, Mozilla Firefox und Opera zur Verfügung, die, wenn ein Benutzer eine Website besucht, die Bewertung und eine Zusammenfassung ihrer AGB anzeigen können, sofern die Website bei ToS;DR bewertet worden ist.